# Planul de Acțiuni al Consiliului Europei pentru Republica Moldova 2021–2024
Planul de Acțiuni al Consiliului Europei pentru Republica Moldova 2021–2024 este o inițiativă strategică a Consiliului Europei (CoE) și a autorităților moldovenești cu scopul de a îmbunătăți legislația și instituțiile statului din Republica Moldova și de a aplica reforme în problemele democrației, drepturilor omului și statului de drept în țară în conformitate cu practicile europene comune, precum implementarea Convenției Europene a Drepturilor Omului. A fost semnat la Strasbourg, Franța, la 19 aprilie 2021 în prezența Președintelui Republicii Moldova Maia Sandu și a Secretarului General al Consiliului Europei Marija Pejčinović Burić⁠(d). Acest plan de acțiune⁠(d) a durat din 2021 până în 2024 și avea un preț de 13,65 până la 13,70 milioane euro la momentul semnării sale. Consiliul Europei adoptase deja acest plan de acțiune la 26 noiembrie 2020. Planul de acțiune 2021–2024 pentru Moldova este doar al treilea al Consiliului Europei pentru țară, planurile de acțiune anterioare fiind implementate în perioada 2013–2016 și 2017–2020.
Înainte de semnarea oficială a planului de acțiune, Sandu și Burić au discutat în cadrul unei întâlniri despre situația drepturilor omului⁠(d) în regiunea separatistă Transnistria, viitorul politicii moldovenești și mandatul lui Sandu și situația pandemiei de COVID-19 în Republica Moldova. Sandu i-a mulțumit, de asemenea, lui Burić pentru sprijinul acordat de Consiliul Europei Moldovei pentru a ajuta țara să devină un stat democratic funcțional, în timp ce Burić și-a exprimat sprijinul pentru politicile anticorupție ale Republicii Moldova, pe care le-a descris ca fiind fundamentale. Unele dintre primele proiecte ale Consiliului Europei finanțate prin planul de acțiune au fost anunțate pe 22 aprilie 2021. Acestea sunt două și se numesc „Consolidarea reformei sistemului penitenciar și de probațiune, asigurarea asistenței medicale și tratamentul pacienților în instituțiile închise din Republica Moldova” („Proiectul SPPRH”) și „Consolidarea sistemului de justiție penală conform drepturilor omului în Republica Moldova” („Proiectul SHRCCJ”), cu o durată de 36 și respectiv 30 de luni.